# Nannomonas
Nannomonas – podrodzaj trypanosom – kinetoplastów z rodziny świdrowców należących do królestwa protista.
Cechami charakterystycznymi tego podrodzaju jest:
- niewielkie rozmiary osobnicze
- nieduży położony terminalnie kinetoplast
- u żywicieli pośrednich rozwija się w jelicie środkowym i probosctis much z rodzaju Glossina

Należą tu następujące gatunki:
- Trypanosoma (Nannomonas) congolense[2]
- Trypanosoma (Nannomonas) simiae[2]